# 大頭深水三鰭䲁
大頭深水三鰭䲁（學名：Forsterygion capito），為輻鰭魚綱䲁形目三鰭䲁科深水三鰭䲁屬的一個種，由Jenyns於1842年對其進行了描述，該物種是紐西蘭特有種，分佈於北島、南島、斯圖爾特島、奧克蘭群島、斯奈爾斯群島、安蒂波德斯群島和查塔姆群島周圍海域，深度0至12公尺，本魚呈圓柱狀，眼眶上具有觸鬚，背鰭3個，第一背鰭高度低於第二背鰭，背鰭硬棘23-28枚、背鰭軟條13-15枚、臀鰭硬棘1-2枚、臀鰭軟條24-27枚，體長可達9.4公分，棲息在岩石底質的潮間帶潮池，以小型無脊椎動物為食，雌魚產附著性卵在藻類築的巢，雄魚會守護卵，幼魚為浮游性，生活習性不明。

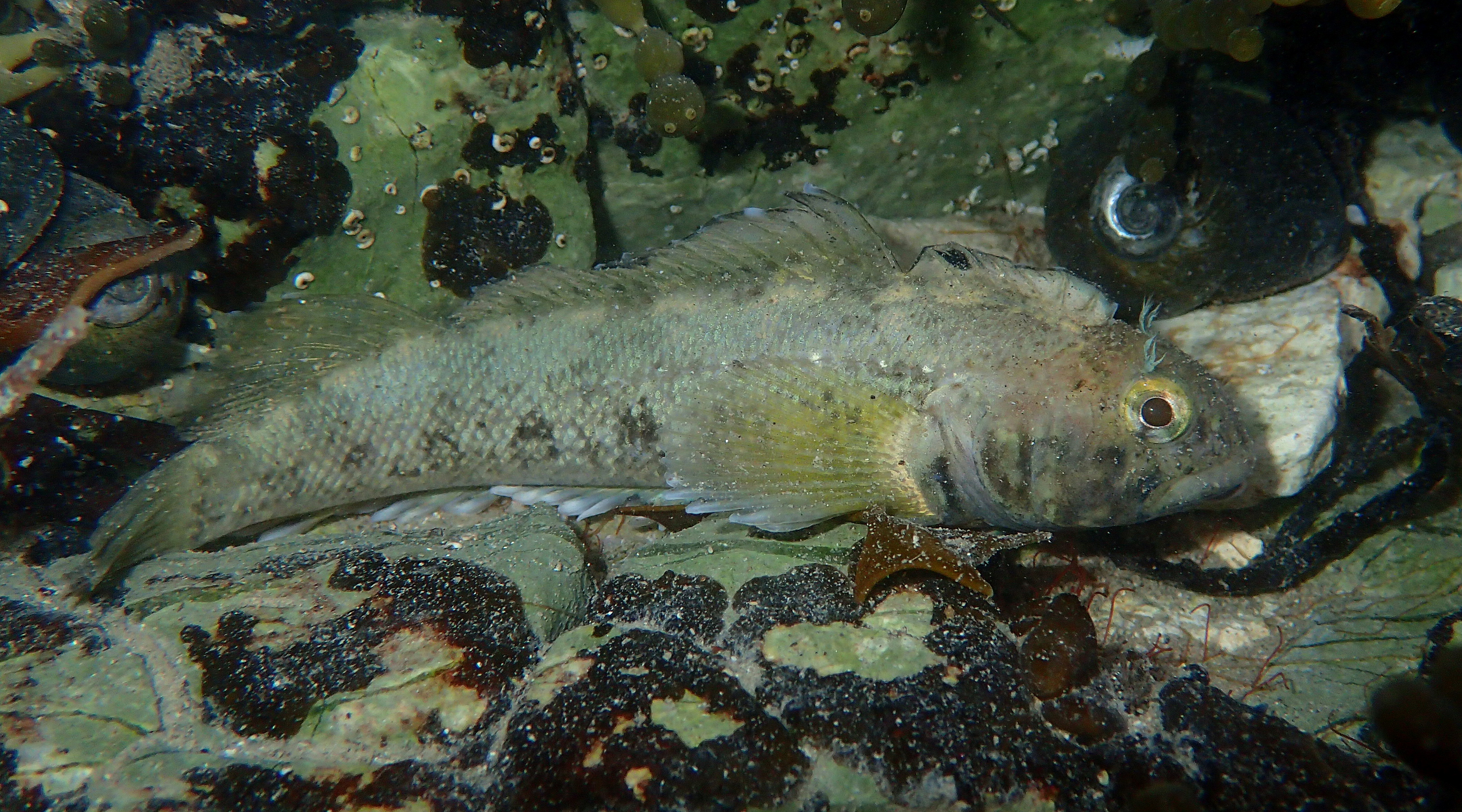
在紐西蘭凱庫拉所拍攝的大頭深水三鰭䲁